# Hans Albrecht von Maltzan
Hans Albrecht Freiherr von Maltzan (auch Maltzahn; * 13. Oktober 1754 in Kummerow; † 17. Dezember 1825 in Eutin) war ein deutscher Hofbeamter, Diplomat und ab 1811 oldenburgischer Regierungspräsident des Fürstentums Lübeck.

## Leben
Hans  Albrecht entstammte dem jüngeren Haus Kummerow des mecklenburgischen Adelsgeschlechts Von Maltza(h)n. Er war der älteste Sohn von Bogislav Helmuth von Maltza(h)n (1724–1800) auf Wolde und dessen Frau Dorothea Barbara Elisabeth, geb. von Maltzahn (1732–1801) aus dem Haus Kummerow. Der preußische Generalmajor Helmuth Dietrich von Maltzahn war sein jüngerer Bruder. Sein Vater musste das Familiengut Wolde mit Zwiedorf, Kastorf und einem Anteil an Rosenow 1770 verpfänden und 1792 verkaufen. Hans Albrecht besuchte ab 1766 das Gymnasium zum Grauen Kloster in Berlin. Von 1771 bis 1775 studierte er Rechtswissenschaften an den Universitäten Frankfurt (Oder) und Göttingen.
1775 trat er als Hofjunker in hannoversche Dienste; 1786 wurde er zum Kammerjunker ernannt. 1790 erlebte er als Mitglied der hannoverschen Delegation die Wahl von  Leopold II. zum römisch-deutschen Kaiser. Anschließend nahm er seinen Abschied und lebte bei seinen Eltern, die zu den Verwandten seiner Mutter auf Schloss Ivenack gezogen waren.
Nach dem Tod der Mutter ging er 1801 in den oldenburgischen Hofdienst. Ab 1803 war er Reisemarschall der beiden Prinzen Paul Friedrich August (1783–1853) und Peter Friedrich Georg (1784–1812). Er begleitete sie an die Universität Leipzig (1803–1805) und auf ihrer anschließenden Bildungsreise nach England (1806–1807). 1807 ging er in diplomatischer Mission nach St. Petersburg, wo er zwei Jahre auch als Berater von Georg von Oldenburg blieb. 1809 kehrte er nach Oldenburg zurück und wurde 1810 Gesandter Oldenburgs in Paris. Am 20. Mai 1811 ernannte ihn Herzog Peter Friedrich Ludwig als Nachfolger von Hans Detlef von Hammerstein zum Regierungspräsidenten des zum Herzogtum Oldenburg gehörenden Fürstentums Lübeck, dessen nördlicher Teil von der französischen Okkupation ausgenommen blieb. Weiterhin wurde Maltzan auch Mitglied der provisorischen Regierungskommission, die in der Zeit des russischen Exils des Herzogs als Staatsministerium fungierte. Nach dem Ende der Franzosenzeit und der Rückkehr Peter Friedrich Ludwigs aus dem Exil schickte ihn dieser mit Friedrich Mutzenbecher im Frühjahr 1814 in das Hauptquartier der Alliierten in Paris, um den Beitritt Oldenburgs zur Heiligen Allianz zu erklären. Im September 1814 wurde er zum oldenburgischen Gesandten beim Wiener Kongress ernannt. Maltzans Stellung war hier schwierig, da Herzog Peter Friedrich Ludwig, der selbst dem Kongress allerdings fernblieb, gegen den Beitritt Oldenburgs zu einer festen Organisation eines Deutschen Bundes war, da er die oldenburgische Souveränität gefährdet sah. Andererseits verhinderte der Herzog aber auch durch seinen Widerstand gegen die Einführung einer Landständischen Verfassung lange das Zusammengehen mit anderen kleinstaatlichen Diplomaten. Als Vertreter des relativ unbedeutenden Kleinstaats Oldenburg konnte Maltzan, der von der russischen Delegation nur geringfügige Unterstützung erhielt, zudem die weitreichenden territorialen Ansprüche des Herzogs nicht durchsetzen. Nach Abschluss des Kongresses kehrte er wieder in seine Dienststellung als Regierungspräsident nach Eutin zurück, die er bis zu seinem Tod behielt.
Hans Albrecht von Maltzan blieb unverheiratet.